# Stanisław Kinalski
Stanisław Marian Kinalski (ur. 5 lutego 1901 we Lwowie zm. wiosną 1940 w Katyniu) – porucznik piechoty rezerwy Wojska Polskiego, kawaler Krzyża Walecznych, inżynier mechanik, przemysłowiec, ofiara zbrodni katyńskiej.

## Życiorys
Syn Antoniego, nadetatowego nauczyciela śpiewu i Amelii z Bolkotów. Absolwent gimnazjum i Politechniki Lwowskiej, uzyskał dyplom inżyniera. Między 14 a 22 listopada 1918 zgłosił się na ochotnika do wojsk polskich we Lwowie. Wcielony jako ułan do „lotnego oddziału karabinów maszynowych”. Uczestnik walk polsko-ukraińskich pod Lwowem, Gródkiem Jagiellońskim oraz Starym i Nowym Konstantynowem. Walczył w wojnie 1920 r. Po zakończeniu działań wojennych przeniesiony do rezerwy. 5 listopada 1928 został awansowany ze stopnia starszego szeregowego do stopnia podporucznika rezerwy piechoty (starszeństwo z dniem 1 lipca 1925 i 1709. lokatą w korpusie oficerów piechoty). 2 stycznia 1932 został awansowany do stopnia porucznika piechoty z 365. lokatą w korpusie oficerów piechoty. Oddział macierzysty to 44 pułk piechoty. Podlegał pod PKU Lwów Miasto.
W okresie międzywojennym pracował jako pracownik naukowy Szkoły Przemysłowej we Lwowie. Był właścicielem Fabryki Zabawek Metalowych. Na Powszechnej Wystawie Krajowej w 1929 jego fabryka otrzymała Brązowy Medal Przemysłu Zabawkarskiego a on List Pochwalny. Był członkiem założycielem Centralnego Bazaru Przemysłu Ludowego sp z.o.o. we Lwowie.
Był jednym z założycieli (wraz z Marianem Decowskim, Gustawem Belohlavnkiem, Józefem Sołtysikiem, Marianem Sajkiewiczem, Stanisławem Starzewskim) Lwowskiego Towarzystwa Śpiewackiego „Harfa”. Początkowo próby odbywały się m.in. w domu Kinalskiego. W Towarzystwie działał także ojciec Stanisława Antoni Kinalski. W październiku 1925 na X Walnym Zgromadzeniu Towarzystwa Stanisław Kinalski został kierownikiem artystycznym, a od 1928 również dyrygentem „Chóru Harfa”. Pod jego kierownictwem Chór koncertował za granicą Polski, m.in. w 1930 w Bukareszcie, o czym pisała ówczesna prasa. 21 kwietnia 1939 LTŚ „Harfa” występowała w Polskim Radiu pod batutą Kinalskiego.
W sierpniu 1939 r. zmobilizowany do Wojska Polskiego. W kampanii wrześniowej wzięty do niewoli radzieckiej. Według stanu na kwiecień 1940 był jeńcem obozu w Kozielsku. Między 7 a 9 kwietnia 1940 przekazany do dyspozycji naczelnika smoleńskiego obwodu NKWD – lista wywózkowa 017/1 z 05.04.1940. Został zamordowany między 9 a 11 kwietnia 1940 przez NKWD w lesie katyńskim. Zidentyfikowany podczas ekshumacji prowadzonej przez Niemców w 1943, zapis w dzienniku ekshumacji pod datą 25.04.1943. Przy szczątkach w mundurze znaleziono dwa listy, mapę, nieśmiertelnik, medalik z łańcuszkiem. Figuruje na liście AM-180-568 i liście Komisji Technicznej PCK pod numerem 0568. Nazwisko Kinalskiego znajduje się na liście ofiar (pod nr 0568) opublikowanej w Gońcu Krakowskim nr 103 i w Nowym Kurierze Warszawskim nr 108 z 1943. W „Gazecie Ilustrowanej” i w „Nowinach: gazecie ściennej dla polskiej wsi” (poz. 309) z 1943 wśród ofiar zbrodni wymieniono Stanisława Kinalskiego ze wzmianką – „stopnia nie ustalono, szczegółów brak”. Krewni do 1958 poszukiwali informacji przez Biuro Informacji i Badań Polskiego Czerwonego Krzyża w Warszawie.
Żonaty z Marią z Malinowskich, miał córkę Danutę.
5 października 2007 minister obrony narodowej Aleksander Szczygło mianował go pośmiertnie na stopień majora. Awans został ogłoszony 9 listopada 2007, w Warszawie, w trakcie uroczystości „Katyń Pamiętamy – Uczcijmy Pamięć Bohaterów”.

## Ordery i odznaczenia
- Krzyż Walecznych
- Krzyż Obrony Lwowa
- Krzyż Kampanii Wrześniowej – pośmiertnie 1 stycznia 1986[20]